# Schlacht um Sansapor
1942

Rabaul –
1. Salamaua-Lae –
Operation N –
Operation MO –
Korallenmeer –
Buna-Gona –
Kokoda Track –
Milne-Bucht –
Goodenough –
Buna-Gona-Sanananda –
Operation Lilliput 
1943

Wau –
Bismarcksee –
I –
2. Salamaua-Lae –
Chronicle –
Finisterre –
Cartwheel –
Bougainville –
Huon –
Neubritannien –
Bombardierung von Rabaul 
1944–1945

Admiralitätsinseln –
Emirau –
Take Ichi Konvoi –
Reckless –
Persecution –
Wakde-Sarmi –
Biak –
Noemfoor –
Driniumor –
Sansapor –
Morotai –
Aitape–Wewak
Die Schlacht um Sansapor, auch Operation Globetrotter genannt, fand zwischen US-amerikanischen Truppen und Einheiten des japanischen Kaiserreichs zwischen dem 30. Juli und 31. August 1944 im Pazifikkrieg während des Zweiten Weltkriegs statt. Die Landungen selbst verliefen ohne japanischen Widerstand. Erst ab dem 16. August erreichte eine japanische Division das Gebiet bei Sansapor, musste sich jedoch den amerikanischen Einheiten geschlagen geben. Die Amerikaner nahmen die Inseln Middelburg und Amsterdam ein und errichteten auf Middelburg und bei Mar ein Flugfeld.

## Vorgeschichte

### Japan
Feldmarschall Graf Terauchi Hisaichi, Oberbefehlshaber der Südarmee, die ihr Hauptquartier in Saigon im besetzten Französisch-Indochina hatte, war für die Verteidigung der ostindischen und philippinischen Inselgruppen verantwortlich. Unter der Südarmee kontrollierte die 16. Armee von Generalleutnant Kumakishi Harada mit Sitz in Batavia auf Java bis Januar 1943 alle Besatzungskräfte der japanischen Armee in Ostindien.
Ab dem Herbst 1943 begannen die Japaner eine neue „absolute Zone der nationalen Verteidigung“ aufzubauen und mussten dazu die Verteidigungsstärke in Ostasien erhöhen. Im Rahmen der daraus resultierenden umfassenden Umstrukturierung wurden zwei wichtige Hauptquartiere von Mandschukuo nach Ostindien verlegt. Die japanischen Streitkräfte in ganz Ostindien mit der Ausnahme von Sumatra wurden von der 2. Regionalarmee von General Anami Korechika kontrolliert, die ursprünglich ab dem 23. November 1943 in Davao auf der Insel Mindanao in der besetzten philippinischen Inselgruppe ihren Sitz hatte. Dazu gehörten die 2. Armee von Generalleutnant Teshima Fusatarō, die 18. Armee von Generalleutnant Adachi Hatazō und die 19. Armee von Generalleutnant Tominaga Nobumasa (ab dem 15. Oktober 1943 unter Generalleutnant Kitano Kenzō).
Die ursprünglich auf Ambon stationierte 7. Luft-Division wurde jedoch der 8. Regionalarmee übergeben, um im Mai und Juni 1943 in Ost-Neuguinea zu operieren.
Im Frühjahr 1944 zeigten eine Reihe von Ereignissen, dass sich die Alliierten immer weiter dem strategisch wichtigen und wirtschaftlichem Herz von Japans sogenanntem „südlichen Ressourcengebiet“ näherten. Dazu gehörten im Westen die Cockpit-Luftangriffe der britischen Eastern Fleet auf Sabang vor der Nordküste Sumatras am 19. April und im Osten die Landung von US-Streitkräften aus Ost-Neuguinea in Hollandia an der Nordküste Niederländisch-Neuguineas am 22. April (→ Operation Reckless).
Auf der Vogelkop-Halbinsel hielten die Japaner Positionen in Manokwari an der nordöstlichen Ecke, der kleinen Insel Sorong am westlichen Ende, Babo an der Südküste des McCluer-Golf und Nabire am südlichen Ende der Geelvink-Bucht.

### Alliierte
Die im Rahmen des Cartwheel-Plans durchgeführte Noemfoor-Operation brachte strategisch und taktisch als Ergebnis, dass nach dem Ausbau des dortigen Flugfeldes die alliierten Kampfflugzeuge nun näher an den japanischen Stützpunkten im Südwesten, Westen und Nordwesten Neuguineas operieren konnten. Der nächstgelegene dieser Stützpunkte befand sich auf der Halbinsel Vogelkop mit der japanischen Festung in Manokwari an der nordöstlichen Ecke und damit weniger als 70 Seemeilen westlich von Noemfoor.
Die Strategie von General Douglas MacArthur für die Rückeroberung der Philippinen sah die sukzessive Besetzung von Luft- und Versorgungsbasen entlang der Nordküste Neuguineas vor und als letzte Großoffensive die Eroberung eines Luftwaffenstützpunkts auf dem westlichen Vogelkop. Von einer solchen Basis aus könnten die alliierten Luftstreitkräfte nachfolgende Operationen im Nordwesten unterstützen, entweder direkt nach Mindanao auf den südlichen Philippinen oder erforderlichenfalls über die Inseln zwischen Vogelkop und Mindanao.
Zu der Zeit rückte das Klamono-Ölfeld auf der Vogelkop-Halbinsel südöstlich von Sorong in den Fokus der Alliierten. Obwohl das Feld vor Ausbruch des Krieges entdeckt wurde, war es noch weitgehend unerschlossen. Schätzungen zufolge war das Ölreservoir eines der größten in Niederländisch-Ostindien und würde eines der leichtesten bekannten Rohöle produzieren, das reich an wertvollen flüchtigen Fraktionen wie Benzin ist. Es wurde geschätzt, dass das Feld bei richtiger Erschließung bis zu 25.000 Barrel Rohöl pro Tag produzieren könnte.  Die meisten Erdölförder- und -raffinerieanlagen in Niederländisch-Ostindien waren teilweise oder vollständig durch den Rückzug niederländischer Streitkräfte oder durch zivile Ölunternehmen selbst zerstört worden. So mehrten sich die Stimmen aus dem Armeehauptquartier, dem Army-Navy Petroleum Board, ziviler Ölfirmen mit Vorkriegsinteressen an Ölfeldern in Niederländisch-Ostindien und anderer an entsprechenden Sanierungsprojekten. Letztendlich wurde im Dezember 1942 die etwas chaotische Situation in Bezug auf die Planung der Ausbeutung von Ölfeldern in Ostindien den Joint Chiefs of Staff der USA zur Kenntnis gebracht. Tatsächlich wurde General MacArthur damit beauftragt den Standort und die zeitlichen Einzelheiten von Ölsanierungsprojekten in Ostindien zu planen und diese Pläne vorbehaltlich der Zustimmung der Joint Chiefs of Staff auszuführen. Gleichzeitig wiesen die Joint Chiefs of Staff an, mit der Organisation spezieller militärischer Erdölproduktions- und Raffinerieeinheiten zu beginnen. Dazu organisierten sie sogar das 5000 Mann starke Petroleum Production Depot für Ingenieure in Kalifornien. Die Pläne wurden jedoch fallen gelassen, als klar wurde, dass weniger Ressourcen erforderlich wären, um weiterhin Öl von Kalifornien in den Südwestpazifik zu transportieren, als die Felder zu erschließen.

## Alliierte Planung
Während die Annullierung des Klamono-Ölprojekts die Notwendigkeit für die Besetzung des Gebietes um Sorong und die vorgelagerte Insel Waigeo beseitigte, spielte die Aufgabe dieses Projekts eine relativ geringe Rolle bei späteren Änderungen in General MacArthurs Plänen für Operationen auf dem Vogelkop.
Sowohl RENO IV als auch der neue RENO V-Plan zeigte, dass es notwendig sein würde, auf halber Strecke zwischen der Geelvink-Bucht und Halmahera einen vorgelagerten Luftwaffenstützpunkt einzurichten. Dieser würde dazu beitragen, Halmahera zu neutralisieren, die Konvois und die Invasionsstrände dort abzudecken und die japanischen Luftstreitkräfte auf der linken Flanke des Vorrückens in Richtung der Philippinen abzuwehren.
MacArthur teilte am 20. Juni General Walter Krueger mit, dass neue Studien zu Möglichkeiten des Baus eines Flugfeldes an der Nordwestküste des Vogelkop, in Sansapor und Mar, durchgeführt würden. Die beiden Dörfer liegen rund 100 Kilometer östlich von Waigeo und etwa 112 Kilometer nordöstlich von Sorong. Aufklärungsfotos von Waigeo zeigten keine geeigneten Gebiete für etwaige Flugfelder. Die alliierten Seestreitkräfte wurden daraufhin angewiesen die Aufklärung auf das Gebiet Sansapor-Mar zu konzentrieren, um andere Flugplatzstandorte zu suchen.
Am 23. Juni setzte das U-Boot S-47 Kundschafter in der Nähe von Mar an Land. Die Gruppe blieb fast eine Woche in der Gegend, entdeckte gute Landungsstrände und fand ein oder zwei Standorte, an denen nach zeitaufwändiger Arbeit Flugplätze errichtet werden könnten. Der Bericht wurde am 30. Juni MacArthur übermittelt. Dieser wies die ALAMO-Force mit Unterstützung der alliierten Luft- und Seestreitkräfte an, das Gebiet Sansapor-Mar anstelle der Region Sorong-Waigeo zu sichern. Die Sansapor-Mar-Landung war für den 30. Juli vorgesehen.

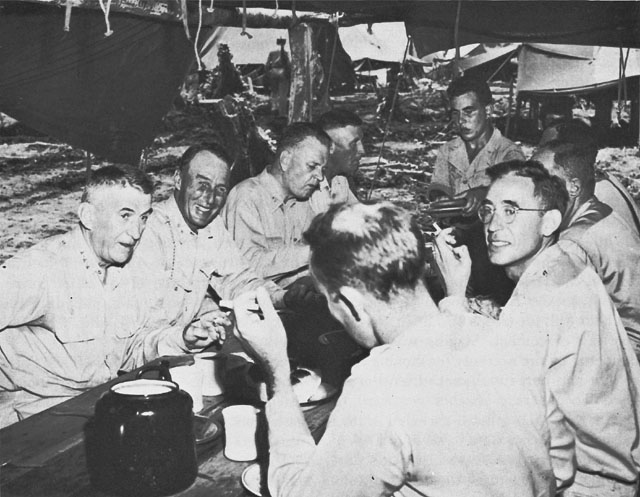
V. l. n. r.: (über den Tisch gesehen): Generalleutnant Walter Krueger, Generalmajor Franklin C. Sibert, Konteradmiral William M. Fechteler, Generalmajor Charles E. Hurdis

Auf der Konferenz am 8. Juli wollte General Krueger, dass die Landung im ersten Licht erfolgte, obwohl Generalmajor Ennis C. Whitehead, der jetzt das Kommando über die 5th Air Force innehatte, erst fünfundvierzig Minuten später Luftschutz versprechen konnte. Konteradmiral Fechteler, der für die amphibische Phase der Operation verantwortlich war, war bereit, auf Luftabdeckung zu verzichten, da keine feindliche Opposition erwartet wurde, aber er würde die frühe Landezeit nur genehmigen, wenn eine Vorabgruppe an Land gebracht werden könnte, um LSTs zu den richtigen Stränden zu führen. Die Konferenzteilnehmer kamen zu dem Schluss, dass die Landung einer Vorabgruppe die Chancen für die taktische Überraschung zerstören und japanische Flugzeuge anlocken könnte. Daher wurde die H-Hour vorläufig auf 7:00 Uhr festgelegt, etwa fünfzehn Minuten vor Sonnenaufgang.
Die endgültigen Pläne konnten nun schnell aufgestellt werden. Die Landung sollte am 30. Juli um 7:00 Uhr zwischen den beiden kleinen Kaps nordöstlich von Mar erfolgen. Die erste Landebahn sollte in einem teilweise geräumten Gebiet unmittelbar im Landesinneren am westlichsten Vorgebirge errichtet werden. Das Gebiet um Kap Sansapor, das jetzt als ungeeignet für eine Landebahn erachtet wurde, wurde von den Marineplanern als PT-Boot-Basis ausgewählt und es wurde geplant, dieses Gebiet durch eine Land-zu-Land-Operation am Tag nach der Landung zu sichern. Die Insel Middleburg sollte nur 35 Minuten nach den erfolgten Landungen bei Mar eingenommen werden, um dort einen weiteren Flugplatz zu errichten.
Für die Operation Globetrotter wurde die 6. Infanteriedivision unter Generalmajor Franklin C. Sibert mit dem 1., 20. und 63. Infanterieregiment vorgesehen, die nach der Operation Straightline im Gebiet um Sarmi-Wakde stationiert war. Zusammen mit Ingenieurseinheiten zum Bau der Flugfelder bildete sie die Task Force Typhoon.

## Bombardierung japanischer Flugplätze
Aufklärungsfotos, die am 22. Juli aufgenommen wurden, zeigten insgesamt 128 Flugzeuge, die auf den japanischen Flugplätzen Galela, Lolobata und Miti auf Halmahera verteilt waren. Anscheinend versuchten die Japaner auch neue Landebahnen in Kaoe, Hatetabako und Laboeha zu errichten, offensichtlich, um dort größere Einheiten zu stationieren. Von den Luftwaffenstützpunkten in Biak, Owi und Noemfoor flog am frühen Morgen des 27. Juli, unter Brigadegeneral Hutchison die größte koordinierte Bomberformation die seit Hollandia in der SWPA eingesetzt wurde Angriffe auf die Halmaheras. Insgesamt erreichten 52 Liberator Lolobata und weitere 28 bombardierten Miti. Während sie zehn japanische Flugzeuge in Lolobata und sieben weitere in Miti zerstören konnten, wurden nur zwei B-24 durch Luftabwehr leicht beschädigt.

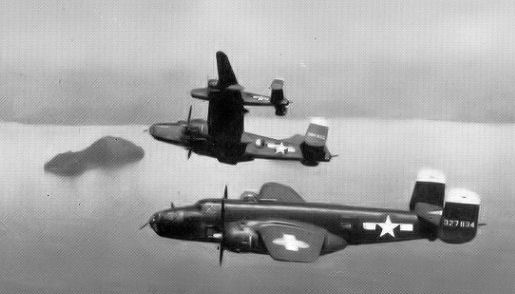
B-25 Mitchells über Neuguinea

Vom Flugplatz Mokmer waren am selben Morgen 44 B-25 Mitchell-Bomber gestartet, die ab Ajoe von zwei Staffeln P-38 Jägern begleitet zum Flugplatz Galela flogen. In zwei Wellen überraschten sie die Japaner, deren Maschinen noch auf dem Boden standen mit Tiefflugangriffen. Die Landebahn erhielt schwere Treffer und zehn Flugzeuge wurden zerstört bei nur drei leichten eigenen beschädigten Maschinen.
Bei Verteidigungsluftkämpfen griffen KI-43 Oscars, KI-48 Lilys und KI-61 Tonys die Bomber bei Miri und Lolobata an, von denen viele flüchteten oder abgeschossen wurden. Die Bomber bei Galela meldeten keine Feindbegegnung.

## Die Landung

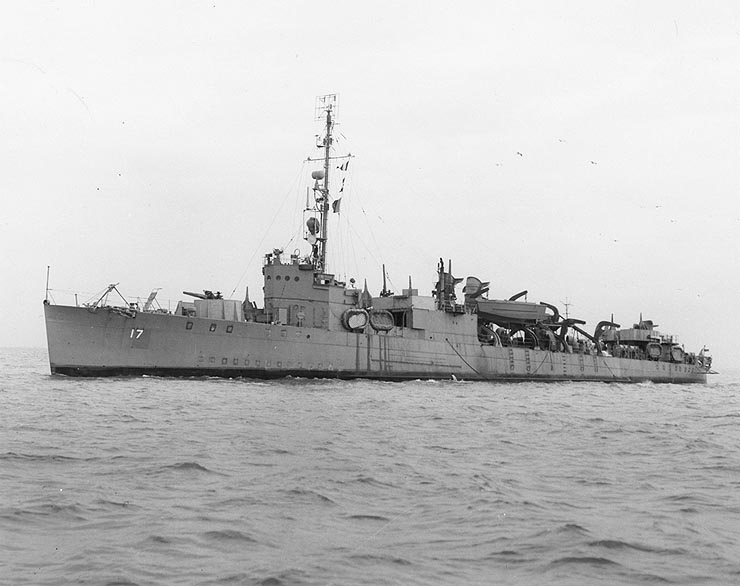
Die USS Crosby, einer der zum Schnelltransporter umgebauten Zerstörer

Der Landungsverband der Seventh Amphibious Force (TF.77) unter Konteradmiral Fechteler lief am 27. Juli 1944 nach CTF 77 Op. Plan (7-44) von der Maffin-Bucht zur Landung bei Sansapor aus. Die Landungstruppen fuhren auf den umgebauten Zerstörern Herbert, Kilty, Ward, Crosby, Dickerson und Schley. Weiterhin bestand die Flotte aus neun Infanterie-Landungsbooten, von denen drei zum Abfeuern von Raketen ausgerüstet waren, acht Panzerlandungsschiffe, vier Patrouillenboote und ein Schlepper. Deckung für die Landungseinheiten fuhren die Zerstörer Stevenson, Stockton, Welles, Radford, Hobby, Nicholson, Wilkes, Grayson, Gillespie, La Vallette und Jenkins. Zusätzlich lagen zwei Task Forces auf See, die TF.74 unter Konteradmiral Crutchley mit den Schweren Kreuzern Australia und Shropshire und den vier Zerstörern Warramunga, Arunta, Ammen und Mullany, sowie die TF.75 unter Konteradmiral Berkey mit den drei Leichten Kreuzern Phoenix, Nashville und Boise. Dazu die Zerstörergruppe 24 mit der Hutchins, Bache, Daly, Abner Read und Bush. Während der Fahrt wurde eine komplette Funkstille gehalten, um nicht die Aufmerksamkeit der Japaner zu erwecken.

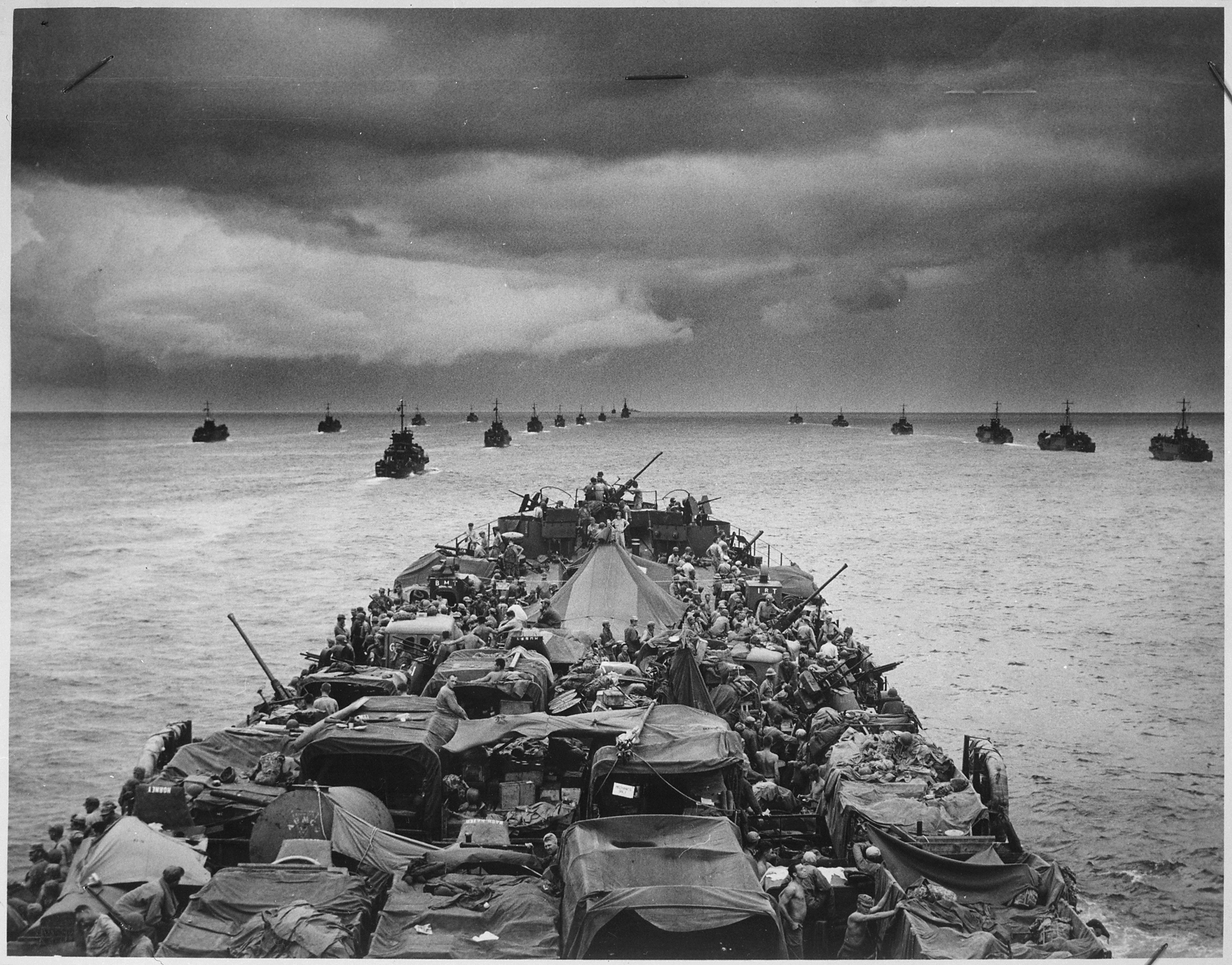
Vollgepackte LCIs auf dem Weg nach Sansapor

Ohne vorherige Küstenbeschießung landete die 6. Infanteriedivision am 30. Juli östlich von Kap Sansapor bei Mar und auf den küstennahen Inseln Amsterdam und Middelburg. Sie traf dort auf keinerlei japanischen Widerstand.
Der mit dem Decknamen Red Beach benannte Landestrand bei Mar bot gute Ankerplätze für Panzerlandungsschiffe, aber der sehr weiche Sand verlangsamte die Bewegung der Radfahrzeuge und der Dschungel hinter dem Strand erlaubte nur begrenzte Baumöglichkeiten für Deponie- und Montageanlagen. Daher begaben sich die Einheiten weiter landeinwärts und errichteten vor dem Einbruch der Nacht einen 730 Meter ins Landesinnere reichenden Brückenkopf. Am nächsten Tag landete ein Bataillon auf Landungsfahrzeugen und mit vier Zerstörern und zwei Torpedobooten westlich des Kaps bei Sansapor am sogenannten Green Beach. Die Deckung der Operation dort übernahm Konteradmiral Berkey mit einem Schweren und zwei Leichten Kreuzern sowie neun Zerstörern der Task Forces 74 und 75. Auch dort gab es keine vorherige Beschießung der Küste noch japanischen Widerstand. Der einzige gemeldete feindliche Kontakt war eine kleine japanische Streitmacht etwa 10 Kilometer östlich des Brückenkopfs. Diese wurden von Marineeinheiten beschossen, wehrten sich aber nicht. Der Brückenkopf wurde landeinwärts bis zu 13 Kilometer tief und entlang der Küste bis zum Fluss Koor in der Gegend östlich von Kap Opmarai und dem Fluss Sekowa südwestlich von Kap Sansapor bis zu einer Entfernung von 48 Kilometern erweitert.

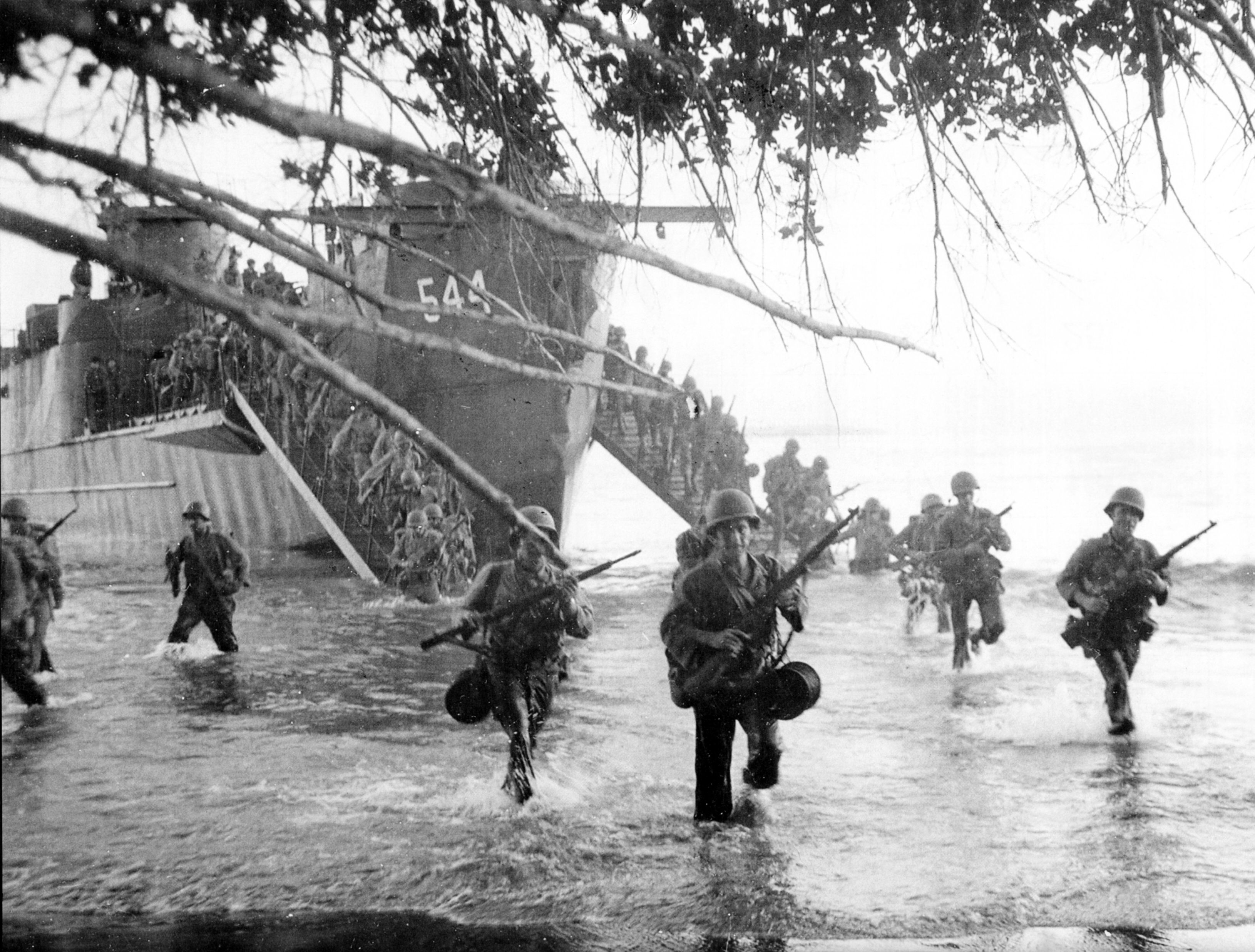
Einheiten auf dem Weg zum Strand

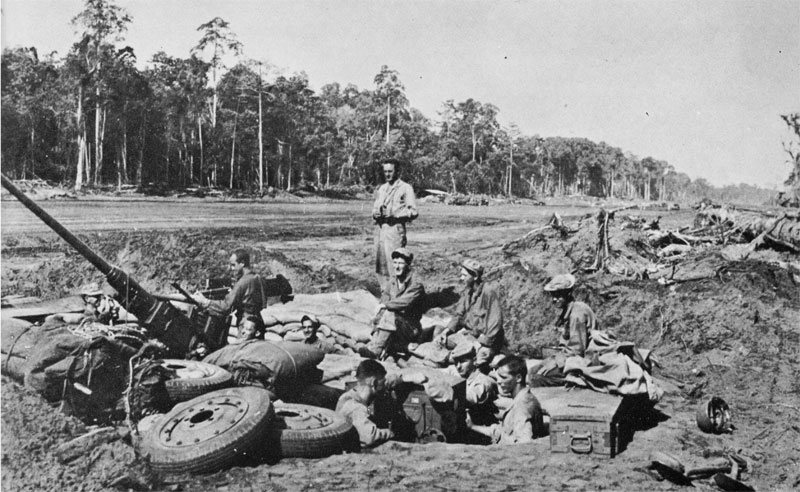
Flugabwehrkanone auf dem Mar-Flugfeld

Die Arbeiten an den Flugfeldern bei Mar sowie auf der Insel Middelburg wurden umgehend begonnen. Die Küstenlinie am Kap Sansapor besaß ein zu großes Riff und die Strände waren zu schlecht geeignet für die geplante PT-Bootbasis, aber nach einer Untersuchung erwies sich die Insel Amsterdam als ausgezeichneter Standort. Die PT-Staffel traf am 1. August ein und wurde direkt an den neuen Standort geschickt. Sie nahm in derselben Nacht ihren Betrieb von Amsterdam aus auf. Bei Kap Sansapor wurde eine Radarwarnanlage errichtet.
Patrouillen wurden ausgesandt, von denen eine am 3. August 110 kranke und verwundete Japaner in einem verfallenen Krankenhaus in der Nähe von Kap Opmarai gefangen nahmen.
Im Südwesten drangen Patrouillen der 1. Infanterie bis zum Fluss Mega vor, etwa 48 Kilometer vom Red Beach entfernt. Andere kleine Patrouillen begleiteten Mitgliedern einer Zivilverwaltungseinheit für Niederländisch-Indien (Netherlands Indies Civil Administration – NICA). Sie drangen entlang der Küste und im Landesinneren zu noch weiter entfernten Punkten vor, um die niederländische Kontrolle über die einheimische Bevölkerung wiederherzustellen und Informationen über japanische Bewegungen zu erhalten.
Mitte August wurden Patrouillen den Fluss Kor hinauf und nordöstlich entlang der Küste rund 3 Kilometer bis zum Kap Waimak geschickt. Dort konnten die Patrouillen große Gruppen japanischer Soldaten erkennen, die aus dem Osten auf Kor zukamen. Am 15. warnte die ALAMO-Truppe (die die Informationen vom Hauptquartier erhalten hatte) die TYPHOON-Task Force, dass etwa 250 Mann des Hauptquartiers der 35. japanischen Division über Land entlang der Nordküste der Vogelkop-Halbinsel von Manokwari nach Sorong gezogen waren. Es war zu erwarten, dass diese Truppen und möglicherweise andere verstreute Gruppen der 35. Division täglich das Gebiet Sansapor-Mar erreichen würden.
Die Arbeiten an den Flugfeldern machte schnell Fortschritte, so dass die Bahn auf Middelburg am 17. August fertiggestellt und eine Zweite parallel zur Küste östlich von Mar am 3. September fertig war. Die Japaner unternahmen einige Versuche, die neuen Landebahnen aus der Luft anzugreifen. Der erste größere Angriff fand am 25. August statt. Dabei wurde ein amerikanisches Flugzeug am Boden zerstört. Ein größerer Angriff in der Nacht vom 27. auf den 28. August zerstörte vier P-38. Ein dritter am 31. August war jedoch kaum effektiv.
Bis Ende August 1944 hatten die Einheiten der 6. Division 385 Japaner getötet und weitere 215 gefangen genommen, wobei viele der Gefangenen aus Formosa abstammten. Dem größten Teil der 35. Division gelang es Sorong zu erreichen, aber die bloße Anwesenheit der 6. Division zwang die durch Krankheit und Hunger geschwächten japanischen Truppen durch die Wildnis, in der eine große Anzahl starb, nach Süden weiter zu ziehen. Die US-Verluste zwischen dem 30. Juli und dem 31. August betrugen 14 Tote, 35 Verwundete und neun Verletzte. Bei mehr als 800 Männern wurde Scrub Typhus oder auch Fieber unbekannter Herkunft diagnostiziert. Neun Männer starben an den Folgen.

## Nach der Schlacht
Die 1645 Meter lange Start-, Landebahn auf Middelburg wurde für Jagdflugzeuge genutzt und die 1830 Meter lange Bahn bei Mar, die bald darauf auf 2285 Meter erweitert wurde, für mittelschwere Bomber. Von beiden Flugfeldern wurde die nachfolgende Tradewind-Operation gegen die Insel Morotai unterstützt.
Die 6. Division blieb in der Gegend von Sansapor und Kap Opmarai, bis sie im Dezember 1944 zum Feldzug auf den Philippinen aufbrach.
Die japanischen Streitkräfte, die zu dieser Zeit auf der Halbinsel Vogelkop verblieben waren, waren die 2. Armee, die 35. Division, die 1. Unabhängige Gemischte Brigade und die 2. Amphibienbrigade, die alle vom Rest der 2. Regionalarmee von General Anami Korechika auf den Inseln Halmahera, Ceram und Celebes isoliert und unfähig waren, wegen mangelnder Versorgung sowie Luft- und Marineunterstützung offensiv vorzugehen. Das Hauptquartier der 2. Armee wurde später auf die Insel Celebes evakuiert.
MacArthurs Vorstoß von Hollandia bis Sansapor über 885 Kilometer mit der Eroberung von drei wichtigen japanischen Flugfeldern hatte gerade einmal drei Monate gedauert. Dies hatte nur gelingen können durch eine schnelle flexible Planung und Zusammenarbeit zwischen Armee, Marine und Luftwaffe innerhalb des SWPA. Das alarmierte die Japaner aufs Höchste, da bis zu diesem Zeitpunkt der westlichste Punkt der Einheiten von Admiral Nimitz Eniwetok, 1600 Kilometer östlich von Guam lag, aber MacArthur nur noch knapp 1300 Kilometer von Davao entfernt war.
Da sich seit Februar 1944 kein Fortschritt im Zentralpazifik zeigte vermuteten die Japaner den Hauptvorstoß über die Südwestpazifikflanke. Daher wurde die fehlgeschlagene Kon-Operation schnell wieder aufgenommen, um die Alliierten dort anzugreifen. Als sie aber den Flottenvorstoß Richtung Saipan in den Marianen bemerkten gab es keinerlei Zweifel mehr, wo sich die alliierte Hauptfront befand. Daher verlegten die Japaner ihr Hauptaugenmerk weg aus Südostasien auf den Zentralpazifischen Raum. Damit war die Operation Cartwheel strategisch und taktisch beendet. Schlussendlich wurde noch Morotai in den Molukken eingenommen, um anschließend den Vorstoß auf die Philippinen vorzubereiten.